# 祖国に対する信者のつとめ
祖国に対する信者のつとめ（そこくにたいするしんじゃのつとめ）は、カトリック教会の当時の教皇庁布教聖省が、日本のカトリック教会あてに送った1936年5月26日付の「第一聖省訓令」で述べられている指針である。神社への参拝は、「愛国心と忠誠心の表現である」とし、靖国神社参拝も認めている。教皇庁が何らかの手違いや間違いでそう言ってしまったのではなく、1951年11月27日付の「第二聖省訓令」でも再び確認されている。

## 内容
以下が、この指針の結論としてまとめられている部分である。

## 議論
このローマ教皇庁福音宣教省の公式見解に対し、現在の有効性を含めた議論が、日本のカトリック教会内部で存在している。

### 日本カトリック司教協議会（カトリック中央協議会）
カトリック中央協議会は、教皇庁（バチカン）の出した、1936年の「第一聖省訓令」の中で、靖国神社への参拝は「愛国心と忠誠心の表現である」との理由でこれを認めており、以後、現在までこの見解に対する修正はなされていないとしている。しかしこのことを考えると同時に、この見解が出された当時の日本は、政権内の多くのポストを軍人が占め、また軍の意向が政権運営に大きく影響していた、いわゆる「軍国主義国家」であり、また、軍や文部省が神社参拝について「愛国心と忠誠を表すだけであり、教育上の理由として行い、宗教的慣行ではない」としていたこと、また、教会は、信者たちを軍国主義国家の政府による迫害から守ろうとして、いかに苦悩し努力したかなど、その「時代性」に十分留意して考える必要があるとしている。
この指針は、カトリック信者の学生たちが靖国神社への参拝を拒否した（上智大生靖国神社参拝拒否事件）ことから、各学校に配属されていた配属将校がこれに抗議して引き上げるという、当時としては大学および学生たちの将来において重大な影響を与えうる大事件に対してどう対応するか、ということについて教皇庁の指導を受けたものであって、今日国家神道は存在せず、神社参拝は国民の義務ではないことなど、指針の前提が大きく変わってしまった以上、そのまま適用することはできないことが述べられている。

### 日本カトリック司教団
日本のカトリック教会を指導する、日本カトリック司教団は、この指針について、戦後に日本国憲法が制定されたこと、国家神道が解体され靖国神社が一宗教法人になったこと、教会も第2バチカン公会議を経たことなどから、当時の指針をそのまま現在に当てはめることはできないとの考えを表明している。

## 脚註
1. ↑  『信教の自由と政教分離』(日本カトリック司教協議会 社会司教委員会・編、カトリック中央協議会発行、2007年)、p.61
2. ↑  『信教の自由と政教分離』(日本カトリック司教協議会 社会司教委員会・編、カトリック中央協議会発行、2007年)、pp.69-70
3. ↑  カトリック中央協議会公式サイト内の「信教の自由と政教分離に関する司教団メッセージ」(日本カトリック司教団、2007年2月21日)